# Société mathématique européenne
Pour les articles homonymes, voir SME et EMS.
La Société mathématique européenne (European Mathematical Society) a été fondée en 1990 en Pologne et a pour objet le développement et l'étude de tous les aspects des mathématiques en Europe.
Elle regroupe environ 50 sociétés mathématiques différentes (dont la Société mathématique de France), mais accepte aussi des membres individuels.

## Sociétés membres

### Sociétés internationales
- European Consortium for Mathematics in Industry - ECMI
- Société européenne de biologie mathématique et théorique - ESMTB
- Société de mathématiques appliquées et de mécanique - GAMM
- International Association of Applied Mathematics and Mechanics
- Mathematical Society of South Eastern Europe - MASSEE

### Sociétés nationales
- Allemagne : Société allemande de Mathématiques
- Autriche : Société mathématique autrichienne
- Belgique : Société mathématique de Belgique ; Société statistique belge
- Biélorussie : Belarusian Mathematical Society
- Bosnie-Herzégovine : Bosnian Mathematical Society
- Bulgarie : Union of Bulgarian Mathematicians
- Croatie : Croatian Mathematical Society
- Chypre : Société mathématique de Chypre
- Danemark : Société mathématique du Danemark
- Écosse : Société mathématique d'Édimbourg
- Espagne : Société royale mathématique espagnole ; Spanish Society of Statistics and Operations Research ; Société espagnole de mathématiques appliquées ; Société catalane de mathématiques
- Estonie : Estonian Mathematical Society
- Finlande : Finnish Mathematical Society
- France : Société de mathématiques appliquées et industrielles SMAI ; Société mathématique de France SMF ; Société française de statistique SFdS
- Géorgie : Georgian Mathematical Union
- Grèce : Société mathématique hellénique
- Hongrie : Société mathématique de Hongrie
- Irlande : Société mathématique irlandaise
- Islande : Icelandic Mathematical Society
- Israël : Union mathématique d'Israël
- Italie : Union mathématique italienne ; Italian Association of Mathematics Applied to Economic and Social Sciences ; Société italienne de mathématiques appliquées et industrielles
- Kosovo : Kosovar Mathematical Society
- Lettonie : Société mathématique lettone
- Lituanie : Lithuanian Mathematical Society
- Luxembourg : Société mathématique du Luxembourg
- Macédoine : Macedonian Society Association Mathematics/Computer Science
- Malte : Malta Mathematical Society
- Monténégro : Montenegro Mathematical Society
- Norvège : Association statistique norvégienne ; Société mathématique norvégienne
- Pays-Bas : Société royale mathématique des Pays-Bas KWG
- Pologne : Société mathématique de Pologne
- Portugal : Société mathématique portugaise
- Roumanie : Romanian Mathematical Society ; Romanian Society of Mathematicians
- Royaume-Uni : London Mathematical Society ; Institute of Mathematics and its Applications
- Russie : Société mathématique de Saint-Pétersbourg ; Kharkov Mathematical Society (en) ; Voronezh Mathematical Society ; Ural Mathematical Society ; Société mathématique de Moscou
- Slovaquie : Union of Slovak Mathematicians and Physicists ; Slovak Mathematical Society
- Slovénie : Société des mathématiciens, physiciens et astronomes de Slovénie
- Suède : Swedish Statistical Society ; Société mathématique suédoise
- Suisse : Société mathématique suisse
- République tchèque : Czech Mathematical Society
- Turquie : Société mathématique de Turquie (tr)
- Ukraine : Ukrainian Mathematical Society

### Membres institutionnels
Centre international de physique théorique • Académie des sciences de Moldavie • Centre Bernoulli • Centre de recherche mathématique • Centrum voor Wiskunde en Informatica • Centre international de rencontres mathématiques • Emmy Noether Research Institute for Mathematics • Institut international Erwin-Schrödinger pour la physique mathématique • European Institute for Statistics, Probability and Operations Research • Institut des hautes études scientifiques • Institut Henri-Poincaré • Institut Mittag-Leffler • Institut pour la recherche en mathématiques • Centre international pour les sciences mathématiques • Institut Isaac-Newton • Institut de recherches mathématiques d'Oberwolfach • Mathematical Research Institute (Utrecht) • Institut Max-Planck de mathématique dans les sciences • Research Institute of Mathematics of the Voronezh State University • Académie serbe des sciences et des arts • Mathematical Society of Serbia • Stefan Banach International Mathematical Center • Thomas Stieltjes Institute for Mathematics • Université d'Europe centrale • Faculty of Mathematics at the University of Barcelona • Cellule MathDoc

## Activités

### Congrès européen de mathématiques
Tous les quatre ans, est organisé le Congrès européen de mathématiques (en anglais : European Congress of Mathematics, ECM). Dix prix prestigieux sont alors décernés pour « reconnaître d'excellentes contributions aux mathématiques par de jeunes chercheurs d'au plus 35 ans ».

### Prix de la Société mathématique européenne
Parmi les lauréats jusqu'à présent, dix ont ensuite gagné une médaille Fields : Richard Borcherds et Maxime Kontsevitch en 1992 ; Timothy Gowers et Grigori Perelman (1996) ; Wendelin Werner (2000) ; Elon Lindenstrauss, Andreï Okounkov et Stanislav Smirnov (2004) ; Artur Ávila et Cédric Villani (2008) ; Maryna Viazovska (2022).
Onze des lauréats sont mathématiciennes : Claire Voisin (1992) ; Annette Huber-Klawitter (1996) ; Sylvia Serfaty (2004) ; Olga Holtz, Laure Saint-Raymond et Agata Smoktunowicz (2008) ; Sophie Morel et Corinna Ulcigrai (2012) ; Sara Zahedi (2016) ; Ana Caraiani, Kaisa Matomäki et Maryna Viazovska (2020).
Depuis 2000, un prix Felix-Klein (doté par le Fraunhofer-Institut für Techno- und Wirtschaftsmathematik (de) à Kaiserslautern) est décerné à « un jeune scientifique ou un petit groupe de jeunes scientifiques (en général âgés de moins de 38 ans) pour avoir utilisé des méthodes sophistiquées afin de donner une solution remarquable, qui satisfait pleinement l'industrie, à un problème industriel concret et difficile ».
Depuis 2012, un prix Otto-Neugebauer (doté par Springer Verlag) est décerné à un chercheur ou à un groupe de chercheurs « pour un travail original et influent dans le domaine de l'histoire des mathématiques qui améliore notre compréhension du développement des mathématiques ou d'un sujet mathématique particulier,  quelle que soit la période et la région géographique ».
Depuis 2024, un prix Simon Norton  pour la vulgarisation des mathématiques est décerné tous les deux ans à des personnes ou des équipes dont le travail dans n'importe quel domaine de la vulgarisation des mathématiques a eu un impact ou une influence remarquable et démontrable sur son public. 

### Journal de la Société mathématique européenne
Le Journal of the European Mathematical Society (JEMS) est le journal officiel de l'EMS. Il paraît depuis 1999, et publie des articles de recherche dans tous les domaines des mathématiques. Le premier rédacteur en chef était Jürgen Jost, suivi de Haïm Brezis en 2004. En 2019, les rédacteurs en chef sont Barbara Kaltenbacher et François Loeser.

## EMS Press
La Société mathématique européenne a une maison d'édition appelée EMS Press ; elle est une organisation à but non lucratif qui se consacre à la publication de revues et d'ouvrages de qualités, à tous les niveaux universitaires et dans tous les domaines des mathématiques pures et appliquées. La maison d'édition est administrativement séparée de la Société.
EMS Press édite, pour la Société, des périodiques mathématiques, des ouvrages, des journaux d'information. Elle applique, pour les périodiques,  une version de libre accès particulière, appelée  Subscribe to Open (S2O) : l'accès est libre pourvu qu'il y ait « suffisamment » d'abonnements souscrits (en général par des institutions). Presque tous les périodiques édités par EMS Press sont de ce fait en libre accès. Parmi les périodiques, il y a 
- Algebraic Geometry
- Annales de l’Institut Henri Poincaré D
- Commentarii Mathematici Helvetici
- Elemente der Mathematik
- EMS Surveys in Mathematical Sciences
- Groups, Geometry, and Dynamics
- Interfaces and Free Boundaries
- Journal of Combinatorial Algebra
- Journal of Fractal Geometry
- Journal of Noncommutative Geometry
- Journal of Spectral Theory (Voir sur Wikidata)
- Journal of the European Mathematical Society
- L'Enseignement mathématique
- Mathematical Statistics and Learning
- Portugaliae Mathematica
- Publications of the Research Institute for Mathematical Sciences
- Quantum Topology
- Rendiconti del Seminario Matematico della Università di Padova
- Rendiconti Lincei - Matematica e Applicazioni
- Revista Matemática Iberoamericana
- Zeitschrift für Analysis und ihre Anwendungen

et aussi les Oberwolfach Reports.
Le journal d'actualité « EMS Newsletter » a changé de nom en « EMS Magazine » en juin 2021. L'accès est libre.